# 西科特蘭 (紐約州)
西科特蘭（英語：Cortland West）是位於美國紐約州科特蘭縣的普查規定居民點。

## 人口
根據2020年美國人口普查的數據，西科特蘭的面積為13.38平方千米，皆為陸地。當地共有人口1286人，而人口密度為每平方千米96.11人。